# Сонськ
Сонськ (пол. Sońsk) — село в Польщі, у гміні Сонськ Цехановського повіту Мазовецького воєводства.
Населення — 971 особа (2011).
У 1975-1998 роках село належало до Цехановського воєводства.

## Демографія
Демографічна структура станом на 31 березня 2011 року:
|          | Загалом | Допрацездатний вік | Працездатний вік | Постпрацездатний вік |
| -------- | ------- | ------------------ | ---------------- | -------------------- |
| Чоловіки | 471     | 89                 | 334              | 48                   |
| Жінки    | 500     | 98                 | 282              | 120                  |
| Разом    | 971     | 187                | 616              | 168                  |